# Artur Beberok
Artur Józef Beberok – polski farmaceuta, doktor habilitowany nauk medycznych, profesor na Śląskim Uniwersytecie Medycznym w Katowicach, specjalista od chemii leków.

## Kariera naukowa
W 2006 roku na Wydziale Nauk Farmaceutycznych Śląskiego Uniwersytetu Medycznego w Sosnowcu uzyskał tytuł magistra inżyniera farmacji. W 2011 roku został zatrudniony na tejże uczelni, a w 2012 roku na tym samym wydziale uzyskał stopień doktora nauk farmaceutycznych na podstawie rozprawy pt. Oddziaływanie fluorochinolonów z melaniną w aspekcie niepożądanych działań fototoksycznych, której promotorem była Ewa Buszman.W 2019 roku ten sam wydział nadał mu stopień doktora habilitowanego nauk medycznych w dyscyplinie farmacji na podstawie pracy pt. Ocena aktywności przeciwnowotworowej fluorochinolonów – badania in vitro.